# Тупалуд
Тупалу́д (рос. Тупалуд) — присілок у складі Ярського району Удмуртії, Росія.

## Населення
Населення — 45 осіб (2010, 92 у 2002).
Національний склад станом на 2002 рік:
- удмурти — 72 %
- росіяни — 27 %